# Inveruno
Inveruno es una localidad y comune italiana de la provincia de Milán, región de Lombardía, con 8.582 habitantes.
Los orígenes celtas de este municipio se refieren al período anterior al establecimiento definitivo de la dominación romana (alrededor del siglo II a. C.): el territorio actual probablemente estaba habitado por poblaciones de ganado galo que habían cruzado los Alpes. Lo probable es atribuible a este período origen etimológico del área habitada: Inveruno de hecho derivaría de las palabras celtas Ever y Uno que significan tejo, dada la presunta difusión de la esencia arbórea en el área.
Hasta finales de los años cincuenta del siglo XX, Inveruno siguió siendo principalmente un centro agrícola, aunque las industrias textil y mecánica estaban bastante desarrolladas. El auge económico de los años sesenta provocó un aumento considerable de las actividades industriales, comerciales y artesanales. Si, por ejemplo, el Olificio Belloli de Inveruno se convirtió en uno de los más importantes en Italia en el sector del aceite de semilla, la Officine Elettriche Colombini di Romano y sus hermanos fueron una de las fábricas más innovadoras para la construcción de transformadores eléctricos. Al mismo tiempo, hubo una disminución lenta pero constante en el sector agrícola, de hecho, actualmente solo sobreviven una docena de granjas en comparación con las cien que se podían contar en los años cincuenta. A pesar del considerable desarrollo de la industria y el comercio, hay alrededor de 250 actividades comerciales, artesanales e industriales, mientras que el sector electrónico y tecnológico carece cada vez más.
Hoy en día Inveruno es conocida en la localidad por las numerosas fiestas que se celebran localmente. Entre ellas la más conocida 'festa delle belle ragazze', la tradición cuenta que los orígenes celtas habrían dejado una notoria concentración de bellas jóvenes.

## Evolución demográfica
| Gráfica de evolución demográfica de Inveruno entre 1861 y 2001 |
|                                                                |
| Fuente ISTAT - elaboración gráfica de Wikipedia                |